# Aymeric Pelvet
Aymeric Pelvet est un joueur français de volley-ball, né le 24 janvier 2001. Il a été formé au club de Chaumont Volley-Ball 52 avant de rejoindre le centre de formation de Tours.
Il joue au poste de réceptionneur-attaquant au sein de l'équipe du Tours Volley-Ball.

## Carrière
Il remporte son premier match professionnel en tant que titulaire le 11 mars 2022 contre Arago de Sète. Il joue aussi avec l’équipe réserve du Tours Volley Ball qui évolue en National 2
Lors de sa saison 2022-2023 avec le Tours Volley-Ball, il remporte le doublé Coupe-Championnat.

## Palmarès
Palmarès

### Compétitions de clubs
- Coupe de la CEV
  -  2022
- Championnat de France Ligue A (1)
  -  2023
  -  2022
- Coupe de France (1)
  -  2023
  -  2022